# 弧矢增十
船尾座5，又名BD-11 2106，HD 63336、SAO 153414、HR 3029，是船尾座的一颗恒星，视星等为5.48，位于銀經230.32，銀緯6.66，其B1900.0坐标为赤經7h 43m 15.7s，赤緯-11° 6.66′ 50″。